# Hongqi L1
Hongqi Guoya (кит. 红旗国雅) или L1 — полноразмерный люксовый седан, выпускающийся с 2024 года подразделением Hongqi компании FAW Group.

## История
Впервые Hongqi L1 был представлен 25 апреля 2024 года на выставке Auto China. В иерархии он расположен выше Hongqi H9. В России автомобиль призван заменить Mercedes-Benz S-класс, BMW 7 и Audi A8. Конкурентом является Aurus Senat.
- Вид сзади
- Интерьер

## Особенности
Hongqi L1 оснащается двигателями 3.0T и 4.0T. Мощность двигателя 3.0T составляет 290 кВт, а 4.0T — 360 кВт. Двигатели сочетаются как с гибридной силовой установкой, так и с восьмиступенчатой автоматической трансмиссией.
Учитывая тесное сотрудничество между FAW и VW AG, предположительно, модель создана на платформе MSB.